# Alarcos
Alarcos es un parque arqueológico de los municipios españoles de Ciudad Real y Poblete. Los hallazgos arqueológicos demuestran la ocupación humana del cerro desde la Edad del Bronce hasta la Plena Edad Media, con un largo periodo intermedio de despoblación en la época romana y visigoda. Los trabajos de excavación y restauración que se vienen realizando en el yacimiento desde 1984 han permitido recuperar un sector de la trama urbana de la ciudad íbera, así como buena parte de la muralla y del castillo medievales.
Las ruinas del antiguo oppidum íbero y de la ciudad medieval de Alarcos constituyen uno de los conjuntos arqueológicos más importantes y más extensos (33 ha) de Castilla-La Mancha. Situado en un enclave estratégico, en un cerro elevado en el margen izquierdo del río Guadiana, fue un lugar idóneo para el asentamiento de grupos humanos, que lo ocuparon desde la Edad del Bronce hasta la Edad del Hierro. 
En esta amplia secuencia cultural destacan dos etapas:
- El desarrollo de la cultura íbera, que podemos fechar entre los siglos VI-III a. C. que ha dejado valiosos vestigios de los que sobresalen los restos de un santuario, una necrópolis y un gran sistema viario.[3]
- La existencia de un poblamiento medieval centrado principalmente en el siglo XII. Esta última etapa histórica es la más conocida en la actualidad por ser este el lugar donde se produjo la batalla de Alarcos. En el siglo XIII, tras la victoria cristiana de las Navas de Tolosa en 1212 y tras el traslado de su población a Villa Real, se edificó la ermita dedicada a la Virgen de Alarcos. Se celebra la romería en honor a la Virgen el domingo y el lunes de Pentecostés.

## Oppidum ibérico

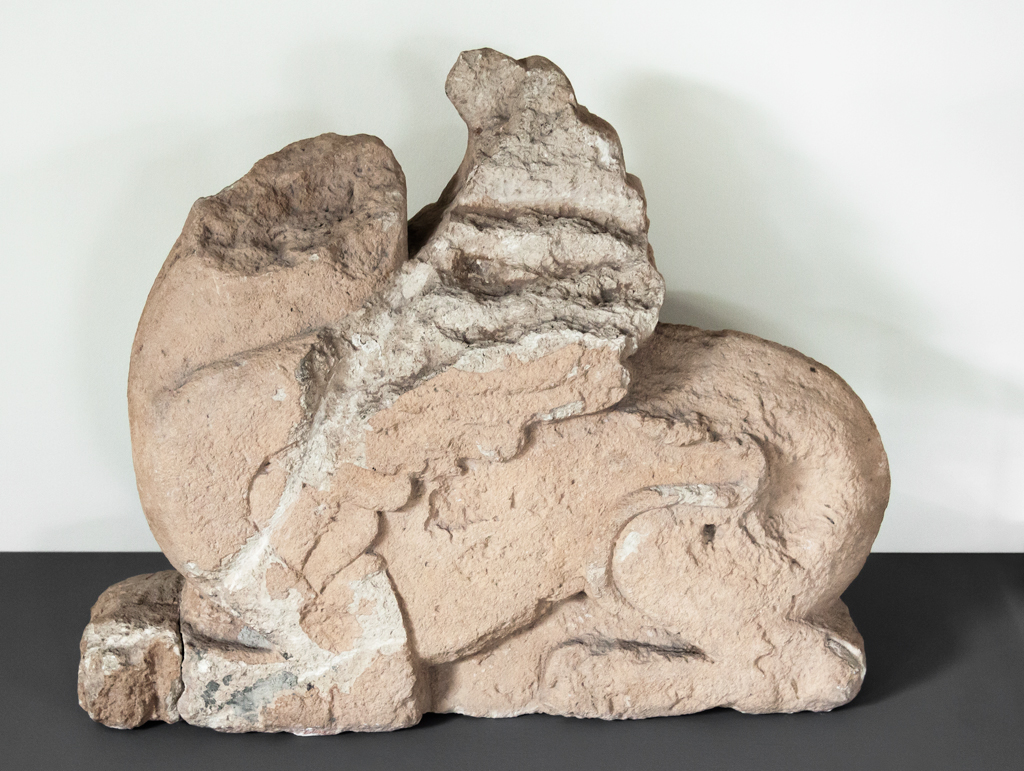
Esfinge alada íbera.

El poblamiento más antiguo se remonta a la Edad del Bronce Pleno, con la construcción de un poblado en altura en la parte occidental del cerro, controlando el vado del río Guadiana y los pasos hacía Andalucía y Levante.

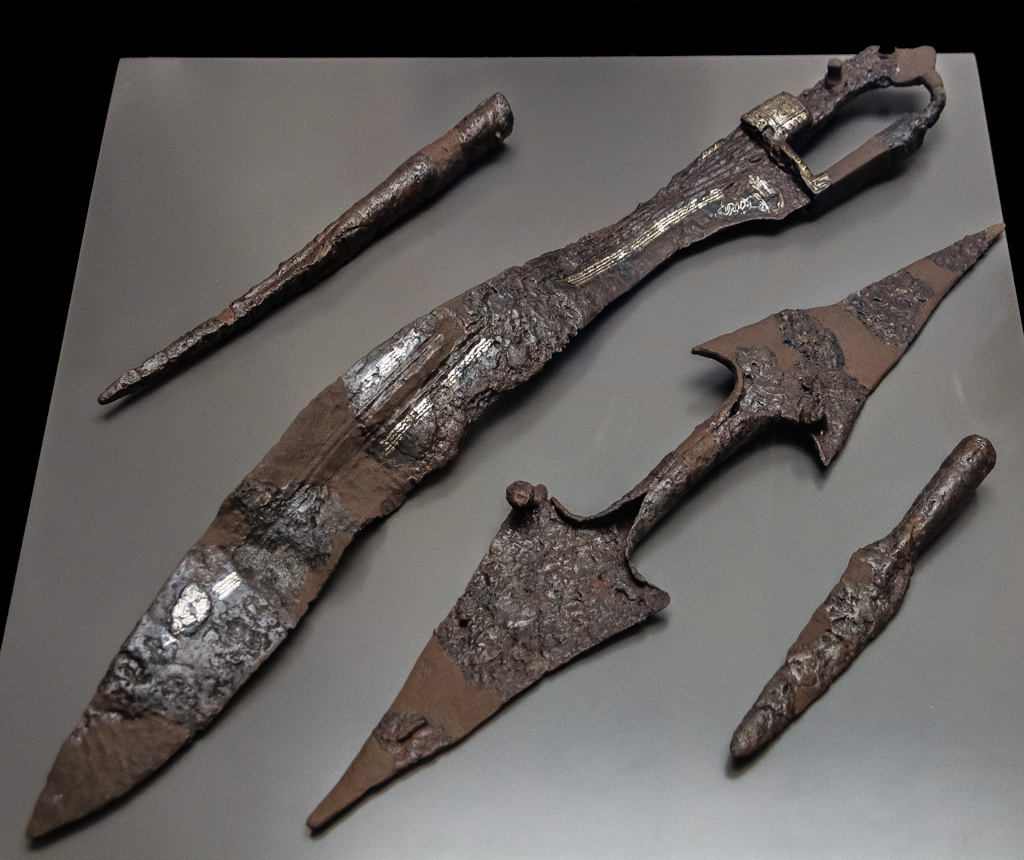
Falcata íbera junto a una punta de lanza, el asa de un escudo y un objeto punzante que podría ser un puñal sin su mango.

Hacia el siglo IX a. C., en la transición a la primera Edad de Hierro, se produce un desplazamiento de la población que se va asentando en el resto del Cerro, manteniendo contactos con otros lugares de la península ibérica, especialmente con el suroeste y la Meseta Norte, contactos que se mantienen e incrementan en los siglos siguientes. En el siglo V a. C. la cultura ibérica oretana está plenamente formada y consolidada en Alarcos —entonces conocida como Lacurris— alcanzando a lo largo de los siglos IV-III a. C. un avanzado desarrollo. La población aumenta y espacios antes dedicados a necrópolis son ahora ocupados por viviendas. A través de todo este largo período se documentan al menos tres fases de ocupación, en la que se aprecian los cambios producidos en el poblado. Las casas, de forma rectangular, tienen una o dos habitaciones con zócalos de piedra, paredes de adobe y techo vegetal. Se organizan en torno a calles pavimentadas con lajas de cuarcita o caliza. En su interior se han encontrado los materiales utilizados por sus habitantes, como cerámicas y útiles de bronce, hierro y hueso.
Recientemente se han descubierto seis túmulos de una necrópolis con restos óseos humanos en un enterramiento completo con urna y una falcata como ajuar funerario, expuesta en el Museo de Ciudad Real.

## Alarcos en la Edad Media

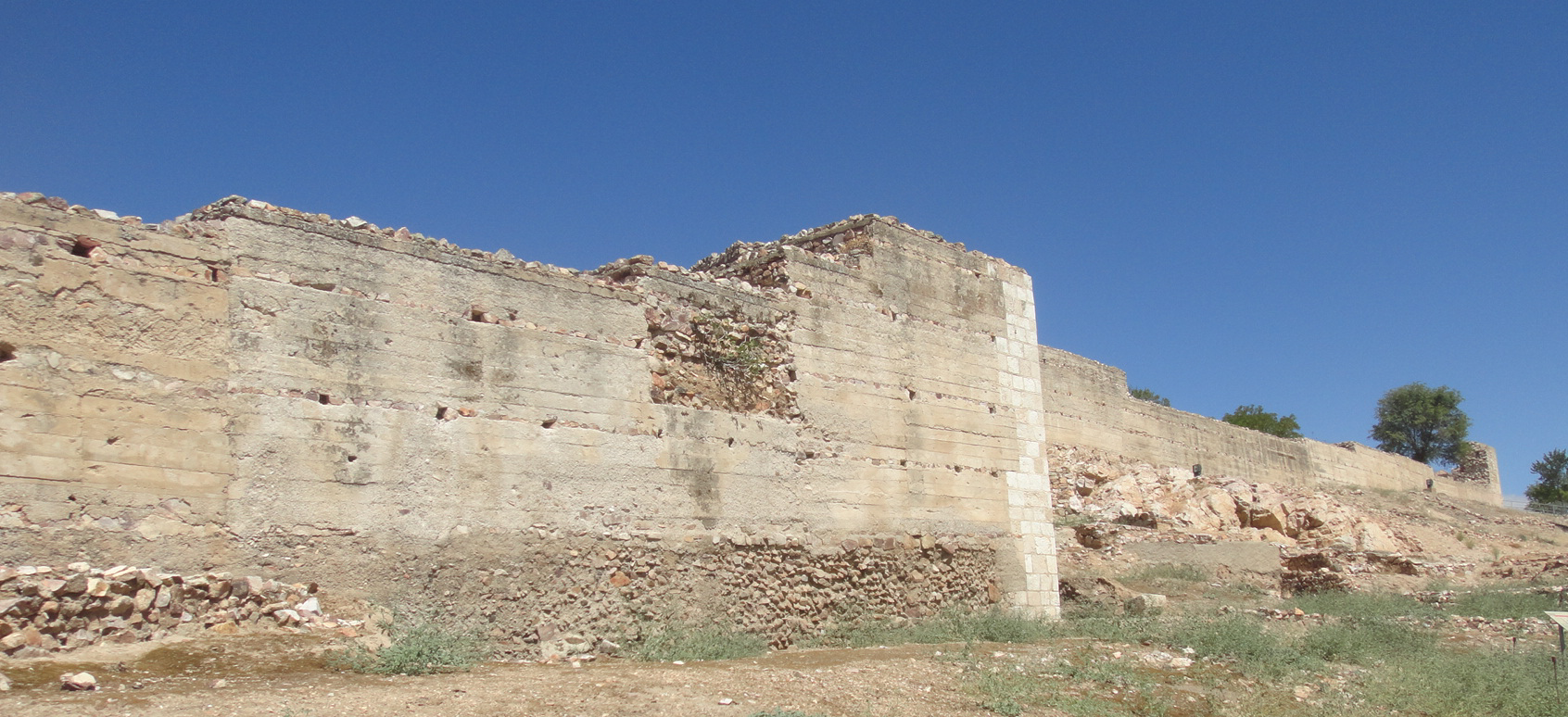
Muralla de Alarcos

Fue una villa de colonización muy importante de la Reconquista castellana y a ella pertenecía un paraje próximo llamado Pozo Seco de Don Gil que se refundó como Villa Real nueva capital por orden de Alfonso X el Sabio y le otorgó una Carta Puebla; más tarde el rey Juan II le otorgó el título de ciudad pasando a ser Ciudad Real.
Con una extensión de 33 ha, está rodeada por una gruesa muralla de tres metros de espesor. Fue construida rompiendo alguno de los restos de la ciudad oretana, sobre la que se encuentra. En su construcción se aplicaron distintas técnicas. La primera, de mampostería, se asienta directamente sobre la roca cuarcítica. Sobre ella se desarrolla una segunda, del mismo momento, en la que una sucesión de tapiales encerados de piedra trabados con cal y puzolana le han dado el aspecto grisáceo que posee. 
Sus esquinas se reforzaban con sillares, con la marca del cantero. Tras el abandono de Alarcos, este material fue reutilizado en Villa Real para la construcción de los edificios públicos más antiguos. 
Los resultados de la investigación confirman que toda la villa de Alarcos se encontraba en proceso de construcción en los años inmediatamente anteriores a 1195; y los materiales de obra aparecidos junto a la muralla así lo confirman. La mayoría de la ciudad aún se encuentra oculta y tan sólo una pequeña parte de esta ha sido sacada a la luz. Conserva una de las puertas secundarias de la ciudad. La principal, probablemente, se localizaría algo más al sur.

## El castillo

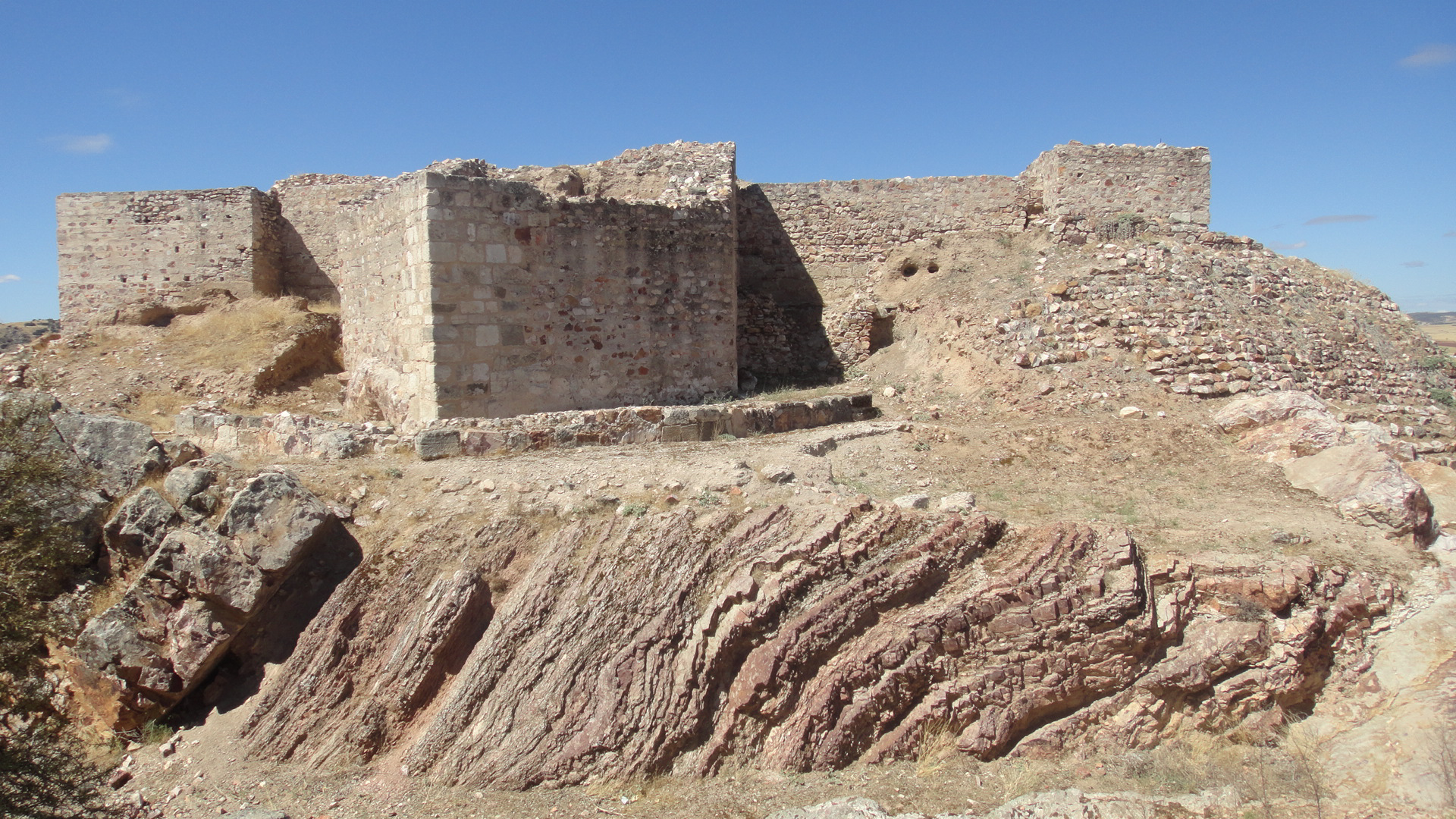
Fachada este del castillo de Alarcos, con los restos de la torre pentagonal y foso inconcluso.

Se encuentra situado en el centro de la ciudad y posiblemente haya sido el origen de esta en las diferentes etapas de su historia, es testigo de todos los avatares históricos que vive la comarca. 
Sobre estratos de la Edad del Bronce e ibéricos se asentó un castillo de la primera dominación islámica, del que quedan algunos restos. 
Desde la conquista de Toledo en 1085 hasta la definitiva conquista de Alarcos en 1212, el castillo de Alarcos se verá sometido a un proceso de transformación que afectó a todas sus estructuras. Está englobado dentro de la misma planificación diseñada para el resto de la ciudad por Alfonso VIII. En el exterior se rehicieron las torres, cambiando incluso su forma, adaptando esta a los nuevos diseños, a la vez que se sumaban otras estructuras defensivas.
El interior del castillo de Alfonso VIII se encontraba en pleno proceso de adaptación en 1195, y quedó inconcluso, pero los restos constructivos que aparecen son testigos del gran proyecto que pretendía realizar.
Tras la conquista almohade después de la batalla de Alarcos se produce una readaptación del espacio interior del castillo, articulado éste por calles enlosadas que dan paso a una serie de dependencias que cumplen distintas funciones: alcobas, cocinas, fragua, letrina, etc. A todas ellas se accede desde un patio que también se encuentra enlosado.

## La ermita

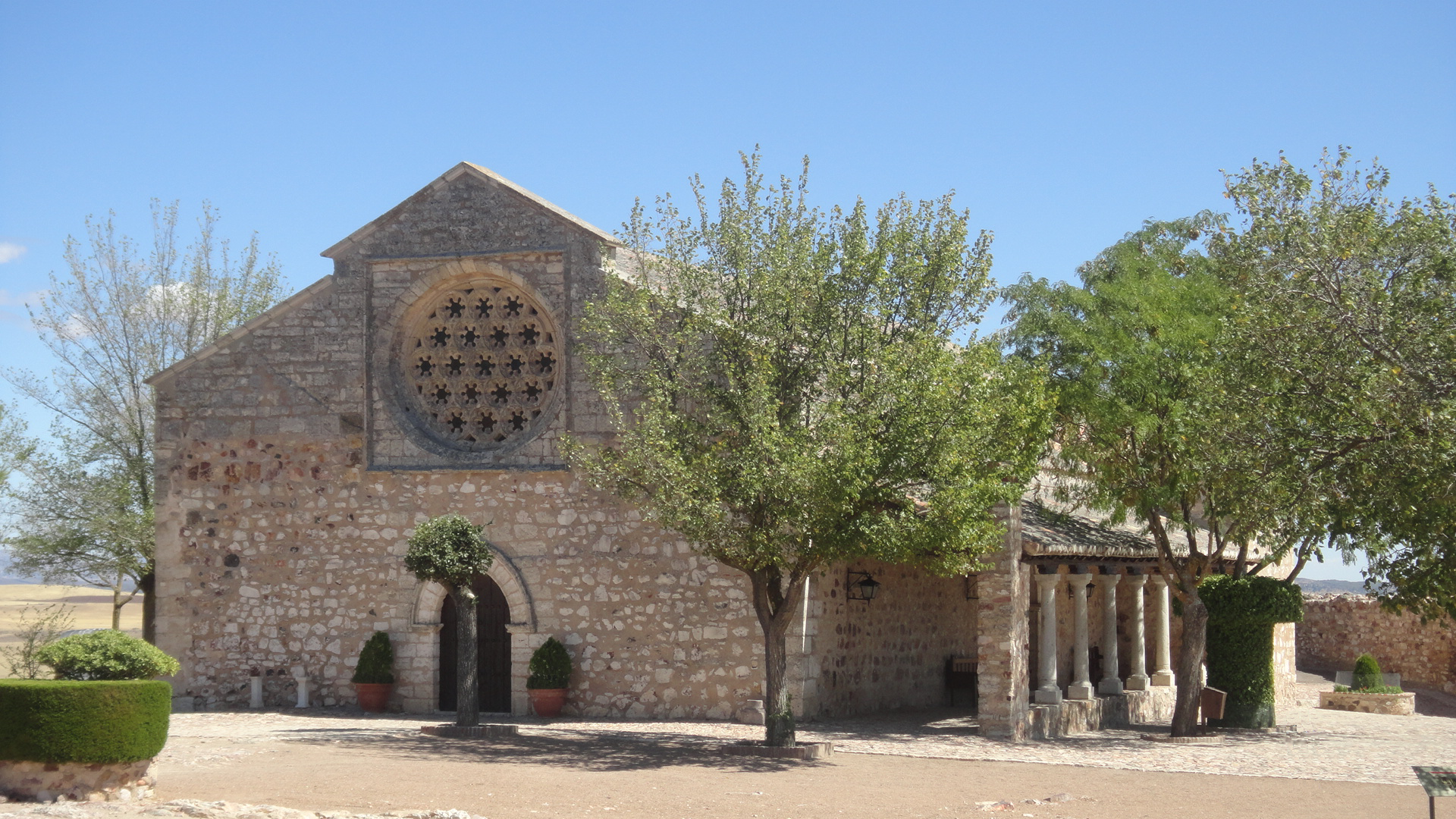
Santuario de Nuestra Señora de Alarcos.

De estilo gótico, construida entre los siglos XIII y XIV y declarada Bien de Interés Cultural en 1980. Edificio constituido por tres naves y planta de cruz latina. Las naves están separadas por diez pilares octogonales de piedra caliza, que soportan ocho arcos apuntados. La fachada principal, orientada hacia el suroeste, destaca por su gran rosetón de tracería, rehundido dentro de un marco cuadrado, está formado por diecinueve lóbulos tallados en piedra. Dispone de un porche sustentado por ocho columnas de piedra, que continúa con la techumbre de la iglesia, de artesonado simple y cubierta de teja.